# 1927年至1928年英格蘭足總盃
1927/28球季英格蘭足總盃（英語：FA Cup），是第53屆英格蘭足總盃，今屆賽事的冠軍是布力般流浪，他們在決賽以3:1擊敗哈特斯菲爾德，奪得冠軍。本屆賽事繼續在舊溫布萊球場舉行。
布力般第6次贏得足總盃冠軍，成為首支贏得六次此項錦標的球隊。

## 外部連結
1. 英格蘭足總盃官網Archive-It的存檔，存档日期2012-04-24
2. 英格蘭足總盃 歷屆冠軍（页面存档备份，存于）